# أثر الإرهاب (فلم وثائقي)
أثر الإرهاب ((بالألمانية: Spur des Terrors))، هو فيلم وثائقي تم بثه على القناة الأولى الألمانية عن الرأس المدبر لتفجيرات مومباي الإرهابية 2008 التي راح ضحيتها أكثر من 166 شخص وعلاقته مع جماعة عسكر طيبة.
ويروي الفيلم الوثائقي «جذر الإرهاب» قصة العميل الأمريكي [[ديڤد كولمان هيدلي، الذي أصبح عميلاً إسلامياً مزدوجاً تحت أعين وكالات الاستخبارات الغربية. أثناء عمله لعدة وكالات استخباراتية في وقت واحد، طور شكلاً جديدًا من الإرهاب، الذي قد امتد إلى أوروبا.
كان طول الوثائقي في الإعلان عنه 33 دقيقة ولكن لم يتم بث سوى 30 دقيقة.